# Badminton-Afrikameisterschaft
Bei den Afrikameisterschaften im Badminton werden ähnlich wie bei den Europa- oder Asienmeisterschaften die Kontinentalmeister von Afrika ermittelt. Die Titelkämpfe haben jedoch eine deutlich kürzere Tradition als ihre asiatischen und europäischen Pendants. Erstmals wurden sie 1979 ausgetragen, in dieser Zeit jedoch noch als Mannschaftswettbewerb.

## Austragungsorte
| Jahr | Stadt                 | Land      |
| ---- | --------------------- | --------- |
| 1979 | Kumasi                | Ghana     |
| 1980 | Beira                 | Mosambik  |
| 1982 | Lagos                 | Nigeria   |
| 1984 | Daressalam            | Tansania  |
| 1988 | Lagos                 | Nigeria   |
| 1992 | Port Louis            | Mauritius |
| 1994 | Beau Bassin-Rose Hill | Mauritius |
| 1996 | Lagos                 | Nigeria   |
| 1998 | Beau Bassin-Rose Hill | Mauritius |
| 2000 | Bauchi                | Nigeria   |
| 2002 | Casablanca            | Marokko   |
| 2004 | Beau Bassin-Rose Hill | Mauritius |
| 2006 | Algier                | Algerien  |
| 2007 | Beau Bassin-Rose Hill | Mauritius |
| 2009 | Nairobi               | Kenia     |
| 2010 | Kampala               | Uganda    |
| 2011 | Marrakesch            | Marokko   |
| 2012 | Addis Abeba           | Äthiopien |
| 2013 | Beau Bassin-Rose Hill | Mauritius |
| 2014 | Lobatse               | Botswana  |
| 2017 | Benoni                | Südafrika |
| 2018 | Algier                | Algerien  |
| 2019 | Port Harcourt         | Nigeria   |
| 2020 | Kairo                 | Ägypten   |
| 2021 | Kampala               | Uganda    |
| 2022 | Kampala               | Uganda    |
| 2023 | Johannesburg          | Südafrika |
| 2024 | Kairo                 | Ägypten   |
| 2025 | Douala                | Kamerun   |

## Die Sieger
| Saison | Herreneinzel             | Dameneinzel           | Herrendoppel                           | Damendoppel                               | Mixed                                   | Team                                               |
| ------ | ------------------------ | --------------------- | -------------------------------------- | ----------------------------------------- | --------------------------------------- | -------------------------------------------------- |
| 1979   | nicht ausgetragen        | nicht ausgetragen     | nicht ausgetragen                      | nicht ausgetragen                         | nicht ausgetragen                       | Kenia (M) Tansania (F) Kenia (JUN)                 |
| 1980   | nicht ausgetragen        | nicht ausgetragen     | nicht ausgetragen                      | nicht ausgetragen                         | nicht ausgetragen                       | Nigeria (M) Simbabwe (F) Nigeria (X) Nigeria (JUN) |
| 1982   | nicht ausgetragen        | nicht ausgetragen     | nicht ausgetragen                      | nicht ausgetragen                         | nicht ausgetragen                       | Nigeria (M) Nigeria (F) Nigeria (X)                |
| 1984   | Simon Gondwe             | Indira Bhikha         | Firoz Din Mukesh Shah                  | Indira Bhikha Eline Coelho                | Sozinho Guerra Indira Bhikha            | Tansania (M) Mosambik (F) Mosambik (X)             |
| 1988   | Tamuno Gibson            | Oby Edoga             | Tamuno Gibson Fatai Tokosi             | Oby Edoga Dayo Oyewusi                    | Tamuno Gibson Oby Edoga                 | Nigeria (M, F, X, JUN)                             |
| 1992   | Édouard Clarisse         | Lina Fourie           | Anton Kriel Nico Meerholz              | Augusta Phillips Tracey Thompson          | Anton Kriel Lina Fourie                 | Südafrika                                          |
| 1994   | Édouard Clarisse         | Lina Fourie           | Alan Phillips Nico Meerholz            | Lina Fourie Tracey Thompson               | Alan Phillips Augusta Phillips          | Südafrika                                          |
| 1996   | Agarawu Tunde            | Obiageli Olorunsola   | Danjuma Fatauchi Agarawu Tunde         | Obiageli Olorunsola Olamide Toyin Adebayo | Kayode Akinsanya Obiageli Olorunsola    | -                                                  |
| 1998   | Édouard Clarisse         | Lina Fourie           | Johan Kleingeld Anton Kriel            | Monique Ric-Hansen Lina Fourie            | Anton Kriel Michelle Edwards            | Südafrika                                          |
| 2000   | Denis Constantin         | Amrita Sawaram        | Denis Constantin Édouard Clarisse      | Miriam Sude Grace Daniel                  | Abimbola Odejoke Bridget Ibenero        | Mauritius                                          |
| 2002   | Abimbola Odejoke         | Juliette Ah-Wan       | Stephan Beeharry Denis Constantin      | Michelle Edwards Chantal Botts            | Chris Dednam Antoinette Uys             | Südafrika                                          |
| 2004   | Dotun Akinsanya          | Michelle Edwards      | Johan Kleingeld Chris Dednam           | Michelle Edwards Chantal Botts            | Greg Orobosa Okuonghae Grace Daniel     | Südafrika                                          |
| 2006   | Nabil Lasmari            | Juliette Ah-Wan       | Roelof Dednam Chris Dednam             | Michelle Edwards Stacey Doubell           | Georgie Cupidon Juliette Ah-Wan         | Südafrika                                          |
| 2007   | Nabil Lasmari            | Grace Daniel          | Roelof Dednam Chris Dednam             | Michelle Edwards Chantal Botts            | Georgie Cupidon Juliette Ah-Wan         | Seychellen                                         |
| 2008   | abgesagt                 | abgesagt              | abgesagt                               | abgesagt                                  | abgesagt                                | abgesagt                                           |
| 2009   | Ola Fagbemi              | Juliette Ah-Wan       | Jinkan Ifraimu Ola Fagbemi             | Grace Daniel Mary Gideon                  | Ola Fagbemi Grace Daniel                | Südafrika                                          |
| 2010   | Jinkan Ifraimu           | Hadia Hosny           | Jinkan Ifraimu Ola Fagbemi             | Annari Viljoen Michelle Edwards           | Dorian James Michelle Edwards           | Südafrika                                          |
| 2011   | Jinkan Ifraimu           | Stacey Doubell        | Dorian James Willem Viljoen            | Annari Viljoen Michelle Edwards           | Willem Viljoen Annari Viljoen           | Südafrika                                          |
| 2012   | Jacob Maliekal           | Grace Gabriel         | Dorian James Willem Viljoen            | Annari Viljoen Michelle Edwards           | Dorian James Michelle Edwards           | Südafrika (M) Südafrika (F)                        |
| 2013   | Jacob Maliekal           | Grace Gabriel         | Andries Malan Willem Viljoen           | Juliette Ah-Wan Alisen Camille            | Willem Viljoen Michelle Butler-Emmett   | Südafrika                                          |
| 2014   | Jacob Maliekal           | Kate Foo Kune         | Andries Malan Willem Viljoen           | Kate Foo Kune Yeldi Louison               | Willem Viljoen Michelle Butler-Emmett   | Südafrika                                          |
| 2017   | Adel Hamek               | Kate Foo Kune         | Koceila Mammeri Youcef Sabri Medel     | Michelle Butler-Emmett Jennifer Fry       | Andries Malan Jennifer Fry              | Ägypten                                            |
| 2018   | Georges Paul             | Kate Foo Kune         | Mohamed Abderrahime Belarbi Adel Hamek | Juliette Ah-Wan Alisen Camille            | Koceila Mammeri Linda Mazri             | Algerien (M) Mauritius (F)                         |
| 2019   | Juwon Opeyori            | Dorcas Ajoke Adesokan | Koceila Mammeri Youcef Sabri Medel     | Dorcas Ajoke Adesokan Deborah Ukeh        | Koceila Mammeri Linda Mazri             | Nigeria                                            |
| 2020   | Georges Paul             | Kate Foo Kune         | Koceila Mammeri Youcef Sabri Medel     | Doha Hany Hadia Hosny                     | Adham Hatem Elgamal Doha Hany           | Algerien (M) Ägypten (F)                           |
| 2021   | Adham Hatem Elgamal      | Johanita Scholtz      | Koceila Mammeri Youcef Sabri Medel     | Amy Ackerman Johanita Scholtz             | Koceila Mammeri Tanina Violette Mammeri | -                                                  |
| 2022   | Anuoluwapo Juwon Opeyori | Nour Ahmed Youssri    | Koceila Mammeri Youcef Sabri Medel     | Lorna Bodha Kobita Dookhee                | Koceila Mammeri Tanina Mammeri          | Algerien (M) Ägypten (F)                           |
| 2023   | Anuoluwapo Juwon Opeyori | Fadilah Mohamed Rafi  | Jarred Elliott Robert Summers          | Amy Ackerman Deidre Laurens               | Koceila Mammeri Tanina Violette Mammeri | Ägypten                                            |
| 2024   | Anuoluwapo Juwon Opeyori | Kate Foo Kune         | Koceila Mammeri Youcef Sabri Medel     | Amy Ackerman Deidre Laurens               | Koceila Mammeri Tanina Violette Mammeri | Algerien (M) Südafrika (F)                         |
| 2025   | Anuoluwapo Juwon Opeyori | Nour Ahmed Youssri    | Koceila Mammeri Youcef Sabri Medel     | Amy Ackerman Johanita Scholtz             | Koceila Mammeri Tanina Mammeri          | Algerien                                           |